# ماهیچه تنگ‌کننده عنبیه
ماهیچه تنگ‌کننده عنبیه (انگلیسی: Iris sphincter muscle) یا ماهیچه تنگ‌کننده مردمک (pupillary sphincter) از رشته‌های حلقوی درست شده‌است. این ماهیچه به صورت حلقه‌ای است به عرض یک میلی‌متر که در اطراف مردمک قرار دارد و در موقع انقباض مردمک را تنگ و کوچک می‌نماید.